# Сведочења (из обешчашћене земље)
Сведочења (из обешчашћене земље) је једина књига новинарке Даде Вујасиновић, репортерке чија смрт никад није разјашњена и за коју се претпоставља да је жртва политичког убиства, мада је у почетку сматрано да је починила самоубиство. Књига је збирка чланака и репортажа о рату у Југославији, од којих су неки објављени у Дуги и писама сестри (од 1990. до 1994) објављена постхумно 1995. године у Торонту. Књигу је објавила њена сестра Александра Вујасиновић-Шмиц. Под псеудонимом Валентино у чланцима и писмима се помиње Жељко Ражнатовић Аркан. Књижевник Владимир Тасић написао је роман "Стаклени зид" о Дади Вујасиновић.
Одломак из Дадиног писма сестри (новембар 1993):
"Јуче сам била гост Радио Београда, емисија Насловна страна, па сам имала прилике да кажем све што мислим. Јављале су се психопате да псују и прете, али их нису укључивали у програм. Валентино ме сада, у промоцији своје нове "странке", стално јавно прозива, а његови подрепаши се довлаче у редакцију да ми нуде место почасног члана. Може само да ми пљуне под прозор. Немам више никаквих илузија. Они који су се захваљујући рату толико напљачкали сада имају пара да купе буквално све. И они то чине. Бојим се да је касно за пружање било каквог отпора."